# Conseil législatif de Sainte-Hélène
Le Château (en)
Le Conseil législatif de Sainte-Hélène (en anglais : Legislative Council of Saint Helena) est le parlement monocaméral de l'île de Sainte-Hélène, l'une des composantes du territoire britannique d'outre-mer de Sainte-Hélène, Ascension et Tristan da Cunha.
Depuis 2021, le conseil choisi le ministre en chef de Sainte-Hélène, qui dirige l'exécutif.

## Composition
Il est composé de 15 conseillers dont trois ex officio — le secrétaire en chef, le secrétaire des finances et le procureur général, nommés par le gouverneur —, et 12 conseillers élus pour 4 ans selon un mode de scrutin plurinominal majoritaire dans une unique circonscription. Les habitants ont autant de votes qu'il y a de sièges dans leur circonscription, à raison d'un vote par candidats. Les 12 candidats ayant reçu le plus de votes sont déclarés élus.
Aucun parti politique n'existant sur l'île, l'ensemble des conseillers sont indépendants, dans le cadre d'une démocratie non partisane.